# Kanasj
Kanasj (Russisch: Канаш) is een stad in Russische autonome republiek Tsjoevasjië. De stad ligt op 76 kilometer afstand van de Tsjoevasjische hoofdstad Tsjeboksary en is het bestuurlijk centrum van het  gelijknamige gemeentelijk district.
Kanasj werd gesticht als Sjichrany (Russisch: Шихраны) in 1891. In 1920 werd de naam veranderd naar het huidige Kanasj.
De geschiedenis van Kanasj is nauw verbonden met de ontwikkeling van het spoorwegwezen. Bij de opening van de spoorlijn Moskou-Kazan in 1893 werd het station Sjichrany geopend.
Dit station, omringd door wouden, was een ideale ontwikkelingsplaats voor de houtindustrie. In 1911 waren er meer dan 40 handelsbedrijven actief in Sjichrany. In 1912 werd de eerste lagere school geopend, gevolgd door een middelbare school in 1914. In 1919 werd Sjichrany een spoorwegknooppunt. Kanasj verkreeg stadsrechten in 1925, met toentertijd een bevolking van 2.323 inwoners.
In 1926 werd een apart goederenstation opgetrokken. De eerste elektriciteitscentrale ten behoeve van het station, de stad en 13 omringende dorpen werd in 1929 gebouwd.
In 1939 begon de constructie van de spoorlijn Kanasj-Tsjeboksary, zodat er uiteindelijk in Kanasj vier spoorlijnen samenkwamen. De capaciteit van de spoorlijnen en de overslagfaciliteiten te Kanasj werd flink uitgebreid gedurende de Tweede Wereldoorlog.
Tussen 1950 en 1970 werd de lokale industrie gediversifieerd, met onder andere een meubelfabriek, chemische industrie en machinebouw.
| 1926  | 1939   | 1959   | 1970   | 1979   | 1989   | 2002   |
| ----- | ------ | ------ | ------ | ------ | ------ | ------ |
| 2.200 | 18.800 | 33.600 | 40.700 | 46.900 | 54.585 | 50.593 |

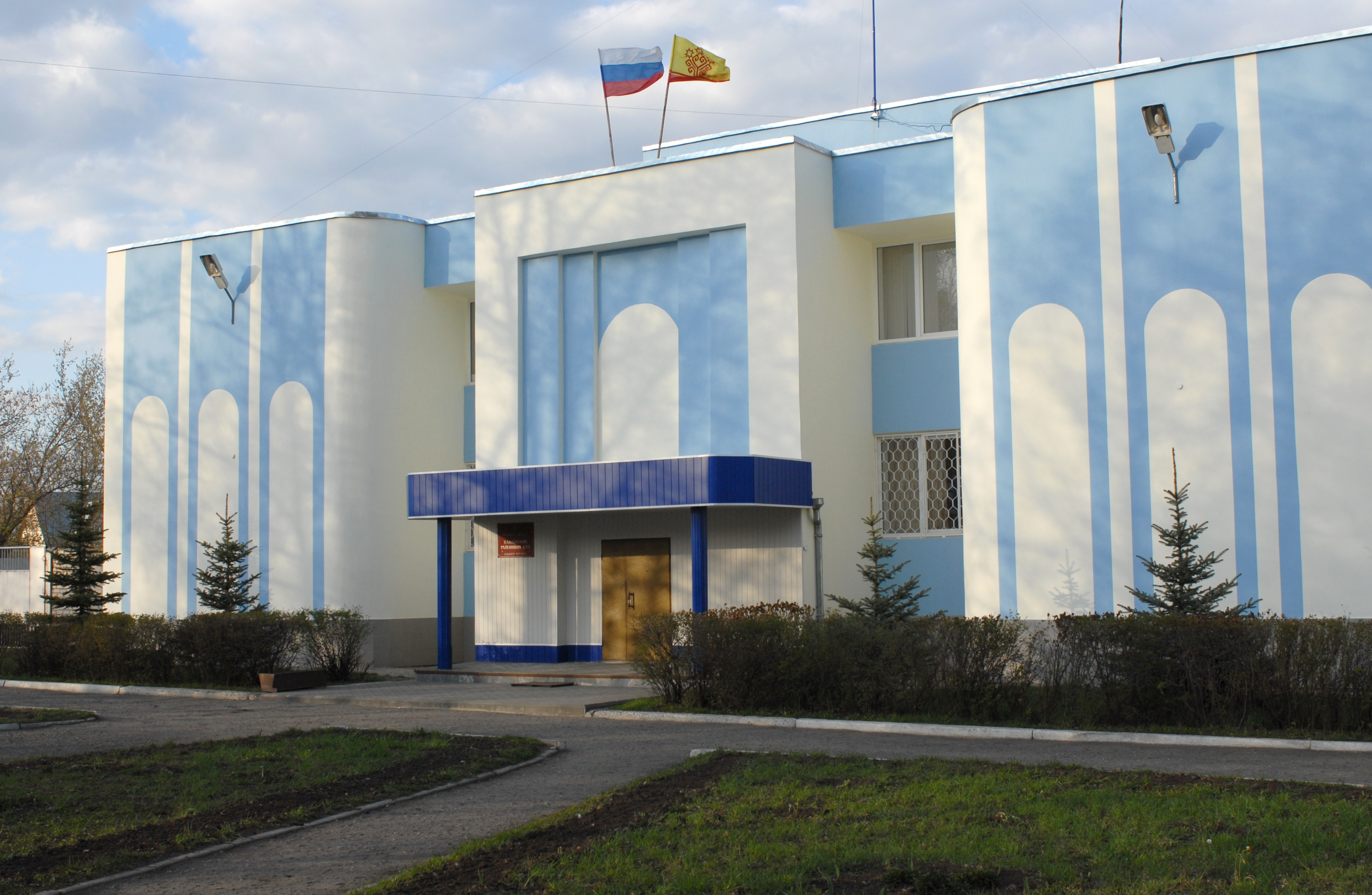
Stadhuis
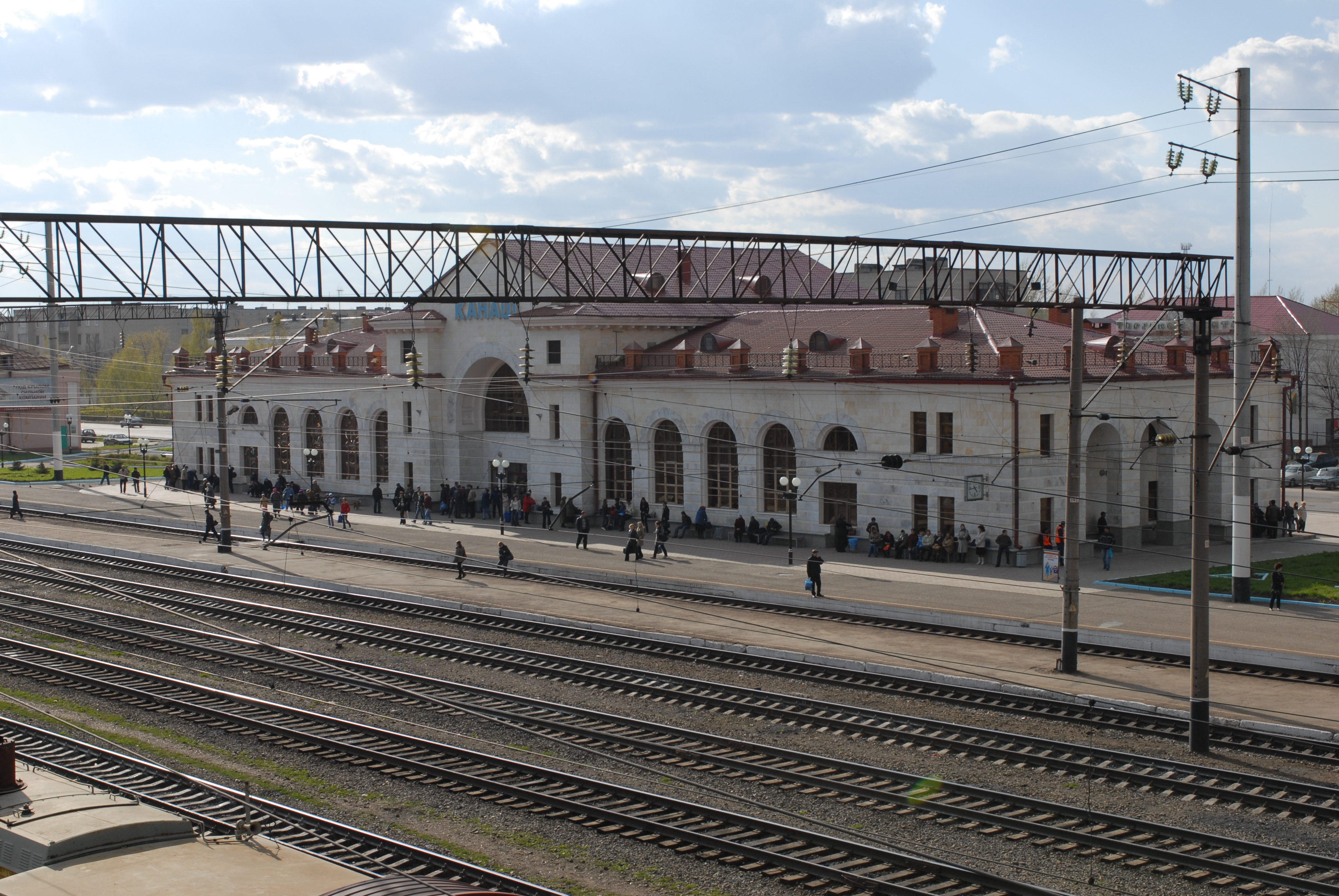
Spoorwegstation

Bestuurlijk centrum: Tsjeboksary

Alatyr · Jadrin · Kanasj · Kozlovka · Mariinski Posad · Novotsjeboksarsk · Sjoemerlja · Tsivilsk